# Macaria liturata
Macaria liturata là một loài bướm đêm trong họ Geometridae.

## Hình ảnh

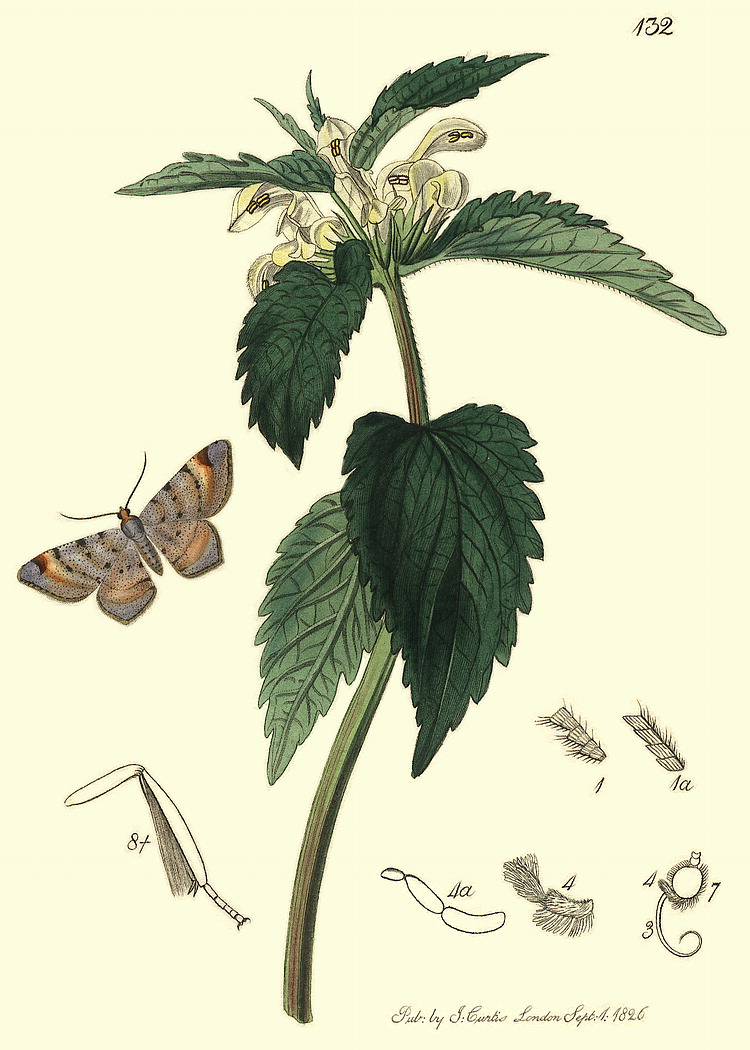
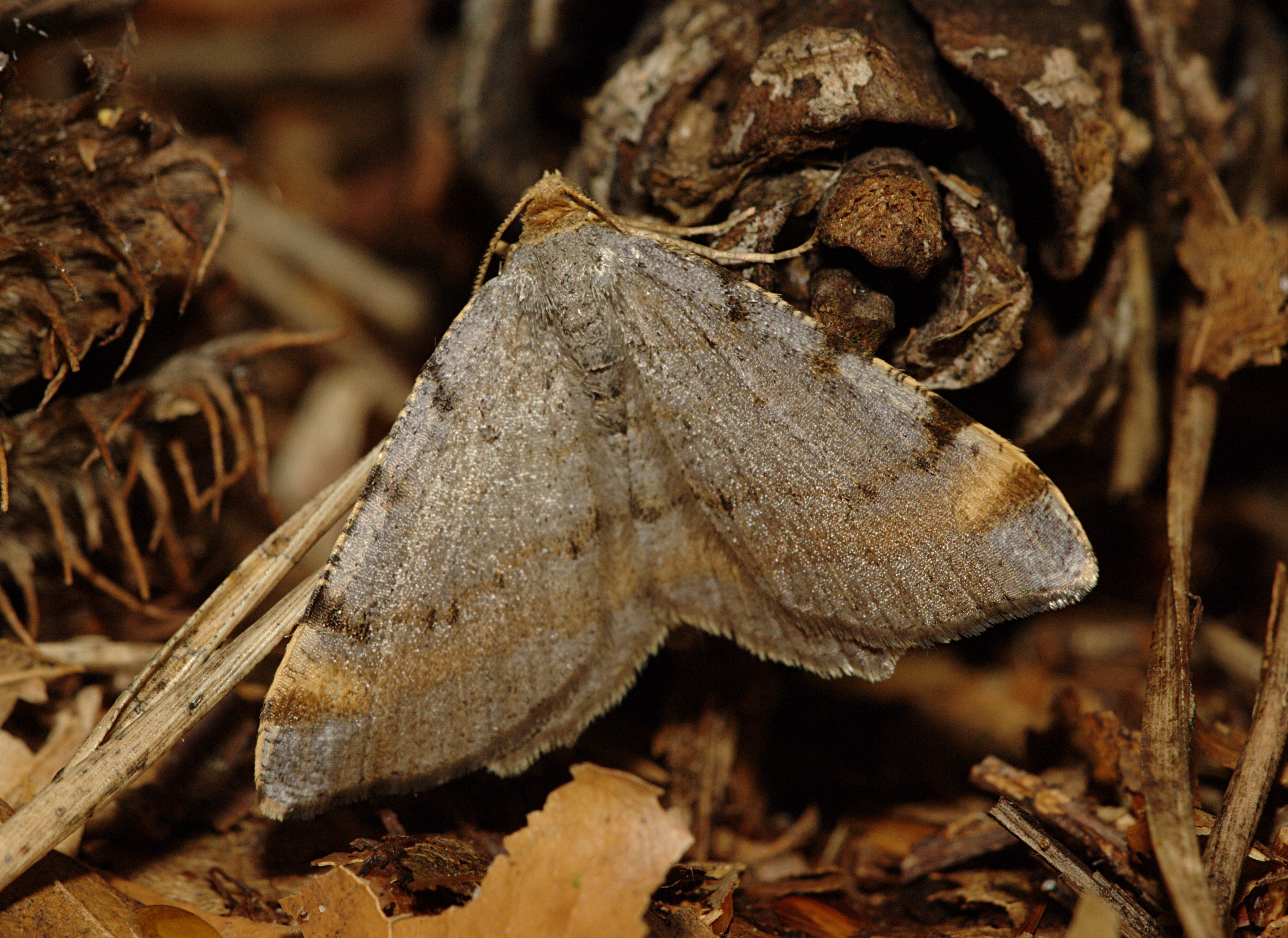
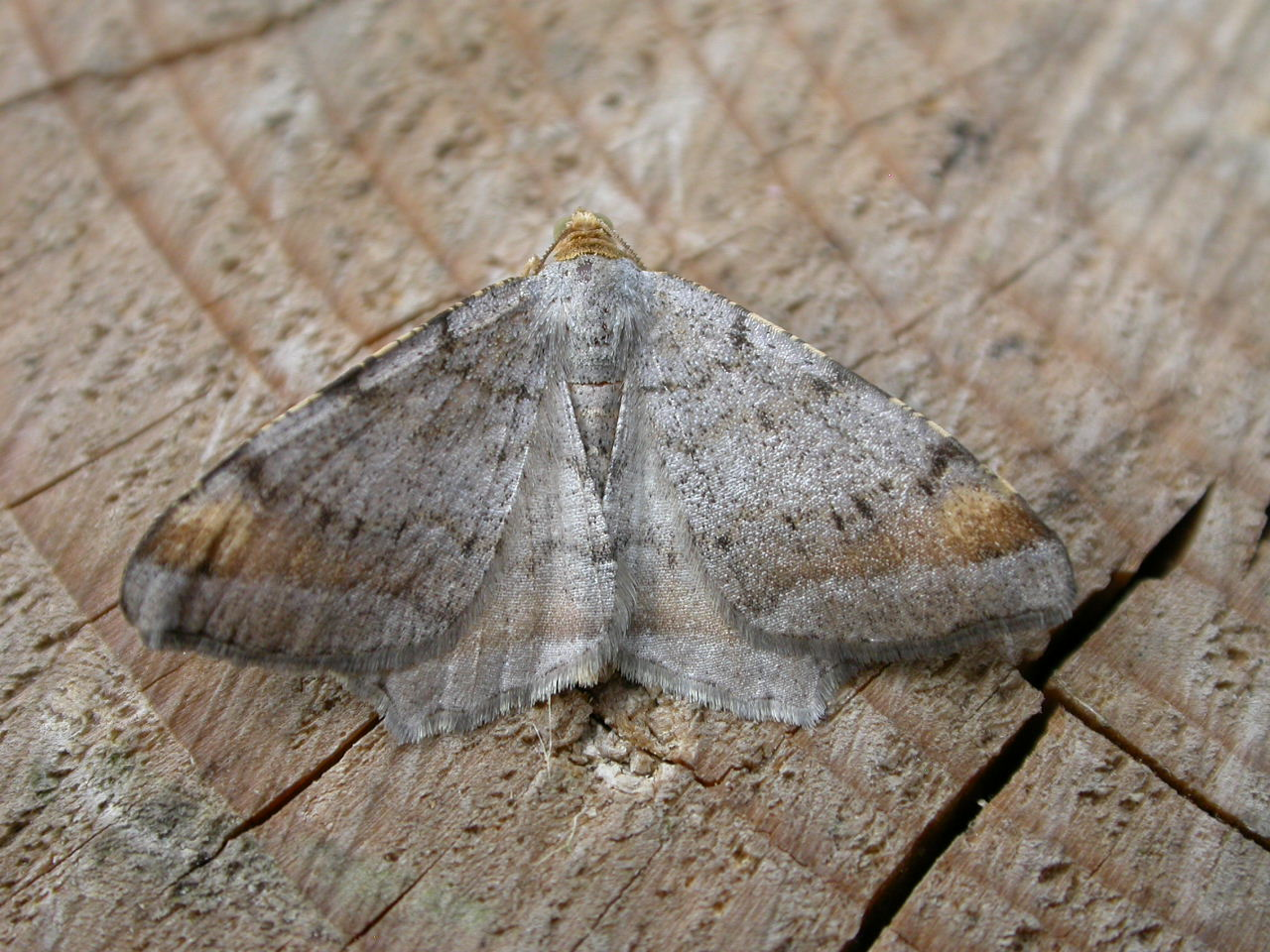
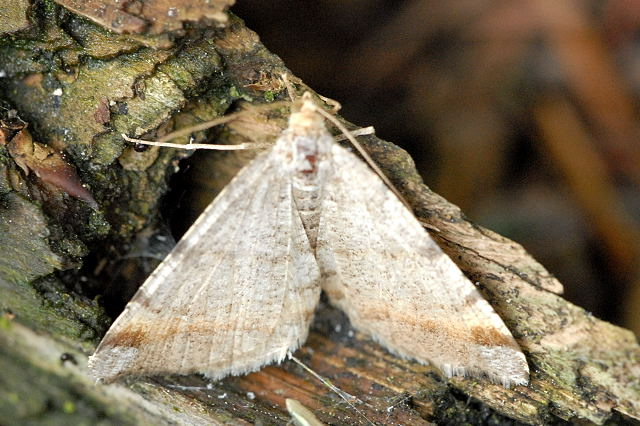